# Elsy Leuzinger
Elsy Leuzinger (* 7. Februar 1910 in Kilchberg, Kanton Zürich; † 27. April 2010 in Zürich) war eine Schweizer Kunstethnologin. Sie leistete wesentliche Beiträge zur wissenschaftlichen Auseinandersetzung mit der Kunst von Afrika und war von 1956 bis 1972 Direktorin des Museum Rietberg Zürich. Sie war eine der ersten Frauen in der Schweiz, die ein Museum führten.

## Leben und Wirken

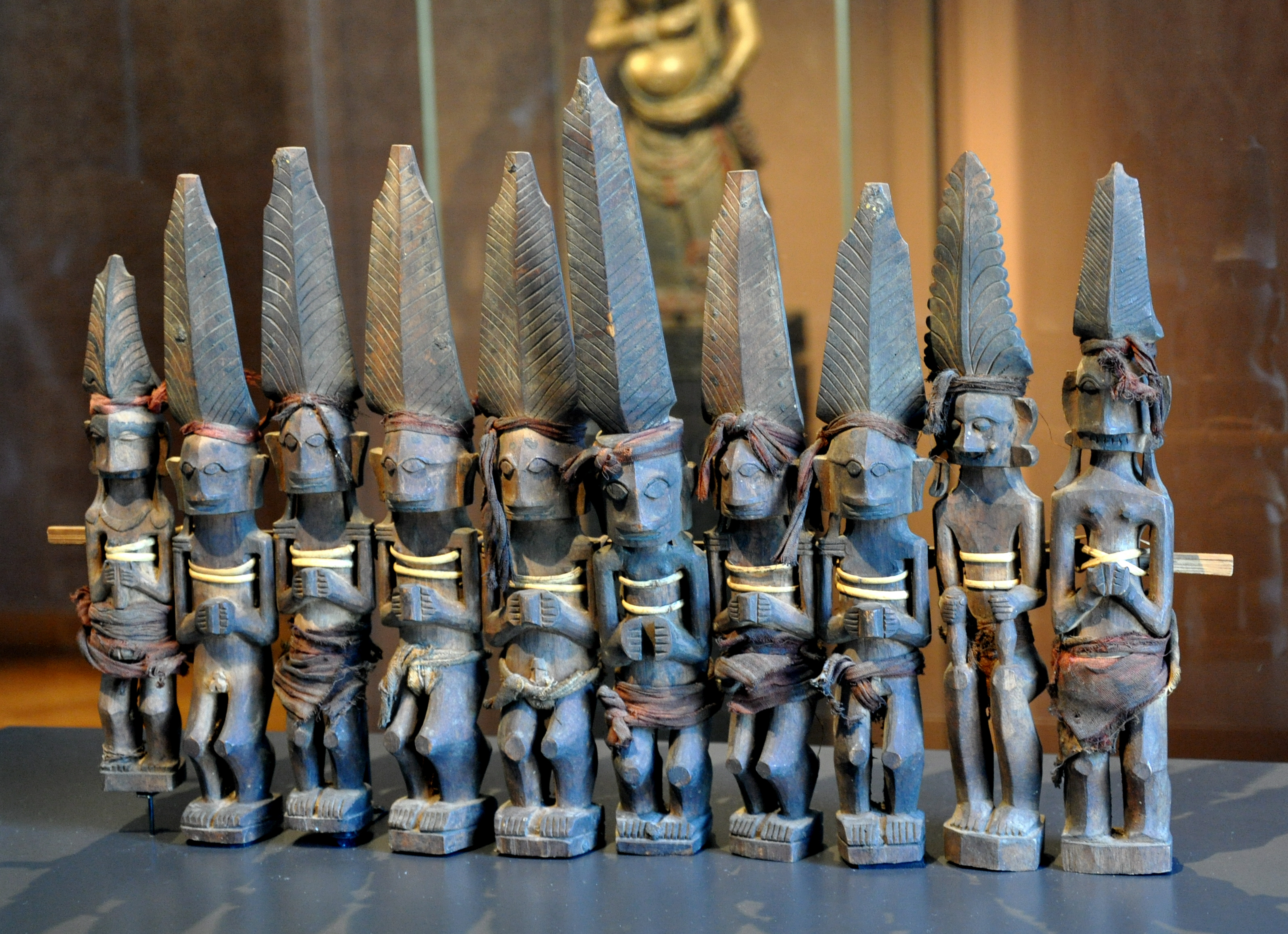
Männliche Ahnenfiguren von der Insel Nias (Indonesien), Geschenk von Elsy Leuzinger an das Museum am Rietberg Zürich

Elsy Leuzinger, in Kilchberg im Kanton Zürich geboren und aufgewachsen, studierte in Zürich Ethnologie. Unter Hans Wehrli arbeitete sie ab 1930 als wissenschaftliche Mitarbeiterin, später bis 1959 als Konservatorin am Völkerkundemuseum der Universität Zürich. 1949 promovierte sie mit einer Arbeit über Wesen und Form des Schmuckes afrikanischer Völker. 1950 war sie Mitbegründerin der Soroptimist Zürich. Wichtige Forschungsreisen nach Westafrika unternahm sie in den Jahren 1951 (zu den Baule, Senufo, Dogon und Bamana, gemeinsam mit Emil Storrer) und führte 1954/1955 gemeinsam mit Jolantha Tschudi eine mehrmonatige Feldforschung bei den Afo durch, einem damals praktisch unbekannten Volk in Nigeria. 1956 wurde sie als Nachfolgerin von Johannes Itten zur Direktorin des Museum Rietberg Zürich gewählt. Dieses Amt übte sie bis zu ihrer Pensionierung 1972 aus. Daneben gründete sie an der Universität Zürich 1960 als Privatdozentin und ab 1968 als Titularprofessorin das Fach Kunst aussereuropäischer Völker, welches zum Lehrstuhl «Kunstgeschichte Ostasiens» führte.
Ursprünglich als Ethnologin ausgebildet, untersuchte sie Kunstwerke aussereuropäischer Völker auch aus kunstwissenschaftlicher Perspektive, was in ihrer Zeit einen neuen Zugang darstellte. Besonders nachhaltige Wirkung erreichte sie, weil einige ihrer kunstethnologischen Publikationen ein grosses Publikum erreichten und nachhaltig die Rezeption der afrikanischen Kunst insbesondere im deutschen Sprachraum prägten. Dazu gehören Die Kunst der Negervölker (ab 1959 mit wiederholten Neuauflagen und Übersetzungen in der Reihe Kunst der Welt erschienen), der dicke Katalogband Die Kunst von Schwarzafrika (1970 begleitend zu einer Ausstellung mit über 1200 Exponaten im Kunsthaus Zürich erschienen, ebenfalls mit Übersetzungen in mehrere Sprachen) sowie der von ihr herausgegebene Band über die Kunst der Naturvölker in der Propyläen Kunstgeschichte (1976).

## Wichtigste Publikationen
- Wesen und Form des Schmuckes afrikanischer Völker. Lang, Zürich 1950. (Dissertation Universität Zürich)
- Afrika: Kunst der Negervölker. Holle, Baden-Baden 1959. (Reihe Kunst der Welt, mit diversen Nachauflagen)
- Die Kunst von Schwarz-Afrika. Bongers, Recklinghausen 1972, ISBN 3-7647-0224-9. (Katalog zu einer Ausstellung im Kunsthaus Zürich 1970/71)
- Als Herausgeberin: Kunst der Naturvölker. Mit Beiträgen von Ronald M. Berndt, Joseph Cornet, Jean Guiart u. a. Propyläen-Verlag, Frankfurt a. M. 1978. (Propyläen Kunstgeschichte, Supplementband 3; mit Nachauflagen)

Daneben zahlreiche Publikationen in Fachzeitschriften sowie zur umfangreichen Sammlung des Museum Rietberg Zürich.